# 군포우체국
군포우체국(軍浦郵遞局)은 대한민국 과학기술정보통신부 우정사업본부 경인지방우정청 소속의 우편물 취급기관이다. 경기도 군포시 산본로 328(금정동 846)에 있다.

## 연혁
- 1992년 12월 31일: 군포우체국 청사 착공
- 1994년 10월 24일: 군포우체국 청사준공
- 1994년 12월 1일: 안양우체국 소속 군포분국 개국(우편발착, 집배업무 수행)
- 1995년 3월 23일: 안양우체국 소속 군포분국 폐지 및 군포우체국 개국
- 2010년 11월 8일: 우편구역을 군포시와 의왕시 전 지역으로 고시[1]
- 2014년 1월 1일: 우편구역을 다음과 같이 고시[2]

| 배달국     | 배달구역      | 구역번호      |
| ---------- | ------------- | ------------- |
| 군포우체국 | 군포시 전지역 | 15800 ~ 15892 |
| 군포우체국 | 의왕시 전지역 | 16000 ~ 16109 |

## 관할 우체국
| 우체국명               | 사진 | 주소                                                     | 비고 |
| ---------------------- | ---- | -------------------------------------------------------- | ---- |
| 군포금정동우체국       |      | 경기도 군포시 당산로136번길 14(금정동)                   |      |
| 군포당동우체국         |      | 경기도 군포시 군포로 495(당동)                           |      |
| 군포당정우편취급국     |      | 경기도 군포시 봉성로 81(당정동)                          |      |
| 군포대야미동우편취급국 |      | 경기도 군포시 대야1로11번길 하나로프라자 106호(대야미동) |      |
| 군포산본1동우편취급국  |      | 경기도 군포시 산본천로215번길 5(산본1동)                 |      |
| 군포산본2동우체국      |      | 경기도 군포시 산본로386번길 77(산본2동)                  |      |
| 군포오금동우체국       |      | 경기도 군포시 번영로 382(산본동)                         |      |
| 의왕내손동우체국       |      | 경기도 의왕시 복지로 14(내손동)                          |      |
| 의왕내손우편취급국     |      | 경기도 의왕시 민백길 9(내손동)                           |      |
| 의왕부곡우체국         |      | 경기도 의왕시 부곡중앙남2길 11(삼동)                     |      |
| 의왕신안취급국         |      | 경기도 의왕시 경수대로 367(오전동)                       |      |
| 의왕우체국             |      | 경기도 의왕시 효행로 45(오전동)                          |      |
| 의왕포일동우편취급국   |      | 경기도 의왕시 동부시장2길 87(내손동)                     |      |

## 조직
- 우편물류과
  - 집배실
  - 운용실
  - 소포실
- 영업과
  - 고객지원실
- 경영지도실
- 지원과